# Афанасьева, Агрипина Васильевна
Награды в Музее подносного промысла
Агрипи́на Васи́льевна Афана́сьева (Ме́льникова) (19 июня 1913, Нижний Тагил, Пермская губерния — 31 января 2004, Нижний Тагил, Свердловская область) — художница и мастерица Тагильской лаковой росписи, мастерица нижнетагильского завода «Эмальпосуда», сыграла большую роль в возрождении народного промысла лаковой росписи и обучила традиционной лаковой росписи по металлу более 100 человек.

## Биография
Афанасьева Агриппина Васильевна (девичья — Мельникова, по первому мужу — Старикова) родилась 19 июня 1913 в посёлке Тагильский Завод. В 1926 году училась у художницы по росписи подносов Устиньи Емельяновны Растемяшиной-Барболиной, известной мастерицы конца XIX — начала XX века.
В 1933−1935 годах обучалась упрощённой жостовской росписи у Александры Степановны Черепановой. В 1913—1930 годах работала в артели «Красная Заря», которая в 1930 году вошла в состав артели «Пролетарий», переименованной позже в «Металлист».
В годы Великой Отечественной войны Агриппина Васильевна работала швеёй-надомницей. В 1946 году вернулась в артель «Металлист», в которой проработала расписчицей подносов до 1959 года.
В 1963—1988 годах работала на заводе «Эмальпосуда» художницей 1 категории 6 разряда. В 1976—1977 годах работала мастером по росписи подносов в СГПТУ № 49.
Умерла 31 января 2004 года в Нижнем Тагиле. Похоронена в Нижнем Тагиле на Центральном кладбище.

## Творчество
Для работ художницы характерны пышные букеты из крупных цветов, занимающие почти всю поверхность подноса, однако при этом композиции изящные и не навязчивые, не забивающие фон; использованы яркие, но не кричащие цвета. В собрании музея Тагильского подноса находятся 22 работы А. В. Афанасьевой. Подносы разнообразны по форме: прямоугольные, овалы, фигурный круг, прямоугольник с закруглёнными краями и бусовидной каймой. Отдельно можно отметить поднос-скатерть и поднос под самовар, по форме напоминающий замочную скважину — единственный поднос под самовар с росписью в коллекции музея.
Произведения, выполненные А. В. Афанасьевой, хранятся во многих музеях страны: «Музей подносного промысла», «Нижнетагильский музей изобразительных искусств», «Государственный художественный музей Алтайского края», «Всероссийский музей декоративно-прикладного и народного искусства», «Екатеринбургский музей изобразительных искусств», «Петропавловский областной краеведческий музей», «Свердловский областной краеведческий музей».

## Награды и выставки
За творчество была награждена бронзовой медалью ВДНХ (1978) и первой премией и дипломом 1 степени Министерства местной промышленности РСФСР (1984).
Работы Агриппины Васильевны участвовали во многих выставках:
- 1982 г. — «В семье единой», г. Москва;
- 1978 г. — Выставка достижений народного хозяйства (ВДНХ), г. Москва;
- 1787 г. — Всероссийский музей декоративно-прикладного и народного искусства, г. Москва;
- 1983 г. — Выставка Министерства местной промышленности, г. Москва;
- 2004 г. — в Нижнетагильском музее-заповеднике прошла выставка «Горнозаводской Урал», посвящённая 90-летию со дня рождения А. В. Афанасьевой;
- 2014 г. — там же состоялась большая выставка «Розаны тёти Груши», посвящённая 100-летию со дня рождения А. В. Афанасьевой[2].